# 勒谢 (多姆山省)
勒谢（法語：Le Cheix，法語發音：[lə ʃɛ]）是法国多姆山省的一个市镇，属于里永区。

## 地理
勒谢（45°57'30"N, 3°10'25"E）面积4.63 平方千米，位于法国奥弗涅-罗讷-阿尔卑斯大区多姆山省，该省份为法国中南部省份，北起阿列省接壤，东临卢瓦尔省，南至上盧瓦爾省和康塔爾省，西接科雷兹省和克勒兹省。
与勒谢接壤的市镇（或旧市镇、城区）包括：欧比亚、莫尔日河畔尚巴龙、萨尔东、莫尔日河畔瓦雷讷。

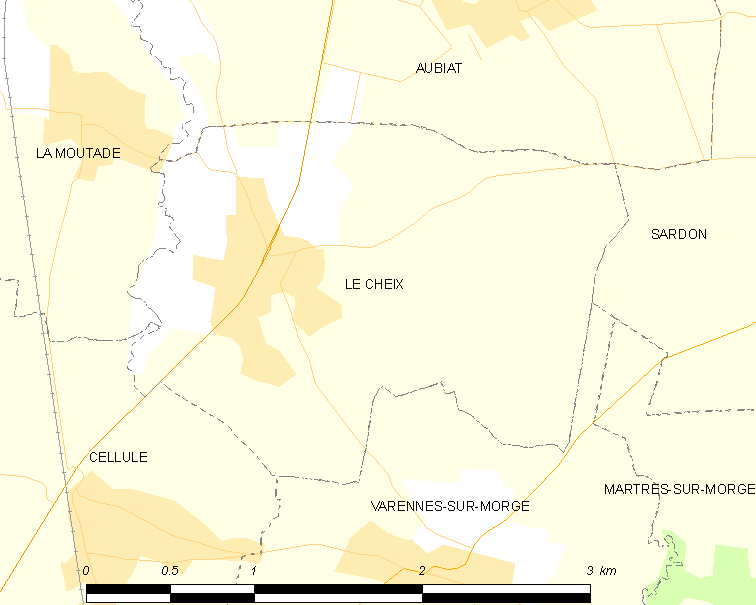
的OSM定位图

勒谢的时区为UTC+01:00、UTC+02:00（夏令时）。

## 行政
勒谢的邮政编码为63200，INSEE市镇编码为63108。

## 政治
勒谢所属的省级选区为里永县。

## 人口

1962-2008年间人口变化图示

勒谢于2022年1月1日时的人口数量为689人。